# Andrena mariana
Andrena mariana är en biart som beskrevs av Warncke 1968. Andrena mariana ingår i släktet sandbin, och familjen grävbin. Inga underarter finns listade i Catalogue of Life.